# Leo Lynce
Cileneu Marques de Araújo Vale (Piracanjuba, antiga Pouso Alto, 29 de junho de 1884 - Goiânia, 7 de julho de 1954), conhecido pelo pseudônimo de Leo Lynce, foi um advogado, político e poeta brasileiro. É considerado um dos precursores do Modernismo em Goiás.

## Vida e obra
Ainda criança, mudou-se para Ouro Fino, distrito do município de Goiás (então capital do Estado). Em 1884 se transferiu para Bela Vista de Goiás, onde começou a trabalhar como jornalista por volta de 1905. Adotou então o pseudônimo de Leo Lynce, um anagrama de Cylleneo, e colaborou com os jornais O Fanal e A Folha do Sul (Bela Vista), Lavoura e Comércio e Gazeta de Uberaba (Uberaba), Araguary (Araguari) e Sul de Goiás (Catalão)

Elegeu-se deputado estadual em 1908, mas teve o mandato cassado em 1909, quando fugiu para Uberaba. Também foi deputado estadual em outras legislaturas.
Fundou em 1911 o jornal O Jatahy, em Jataí. Mais tarde fundou também o Nova Era (1914) e o Jornal de Goiás (1919), ambos no município de Goiás, e o Jornal de Goiás (1935) em Pires do Rio.
Morou no Rio de Janeiro em 1917, trabalhando como funcionário do Ministério da Fazenda. A partir de 1922 começou a se aproximar do movimento modernista. Publicou em 1928 o livro de poesias Ontem. De volta a Goiás, foi professor de Direito.
Foi um dos fundadores da Academia Goiana de Letras, que presidiu de 1948 a 1949.

## Temas e estilo
A poesia de Leo Lynce revela o conflito entre a tradição oligárquica e as mudanças que se processavam no Brasil no fim do Império e início da República. Defendia a modernização do estado de Goiás e da integração nacional, assim como seu contemporâneo Jesus Barros Boquady.
Ao levar o Modernismo para Goiás, incorporou principalmente a brasilidade. Do ponto de vista formal, preferiu uma métrica mais rígida, emboira tenha adotado o verso livre em poemas de cunho social.

## Obras
- Ontem. Editora Irmãos Ferraz, 1928; 2ª ed., aumentada, Editora Oriente, 1972
- Romagem sentimental. s/d
- Rabiscos. s/d
- Léo Lynce: poesia quase completa. Organização, prefácio e notas críticas de Darcy França Denófrio. Goiânia: Editora da UFG, 1997
- Terra Goiana. Goiânia: Editora Kelps, 2000
- Léo Lynce: prosa quase completa. Organização e prefácio de Darcy França Denófrio. Goiânia: Editora da UFG, 2003